# Birgitte Hjort Sørensen
Birgitte Hjort Sørensen (* 16. ledna 1982, Hillerød, Dánsko) je dánská filmová a televizní herečka. Proslavila se především jako novinářka Katrine Fønsmark v seriálu Borgen (Vláda).

## Život
Birgitte Hjort Sørensen se narodila v dánském městě Hillerød, vyrůstala ovšem v jiném dánském městě, Birkerød. Oba rodiče jsou doktoři, má dvě sestry. O herectví se začala zajímat již na střední škole, kdy viděla v 19 letech jevištní představení muzikálu Chicago ve West Endu. Vystudovala nejprve Øregård Gymnasium v městské části Kodaně (Hellerup), později Dánskou školu scénických umění (Den Danske Scenekunstskole) v Kodani. Již během studia na střední škole absolvovala stáž v muzikálovém divadle a vedla redakci školních novin.

## Herectví
V televizi debutovala v roce 2005 jako recepční v dánském kriminálním seriálu The Eagle. O dva roky později hrála v prestižním kodaňském divadle Det Ny Teater roli Roxie Hart v muzikálu Chicago. V roce 2008 si tuto roli zopakovala v Cambridge Theatre na West Endu v Londýně. V roce 2010 byla vybrána do přelomové role idealistické novinářky Katrine Fønsmark v novém politickém seriálu Borgen (Vláda). Za tuto roli získala ve 3. sérii ocenění Robert Award za nejlepší ženskou hlavní roli. V roce 2012 si zahrála malířku Marie Krøyer v historickém dramatu režiséra Bille Augusta Balladen om Marie Krøyer (The Passion of Marie). V letech 2015–2016 si zahrála epizodní role v seriálech Vinyl a Hra o trůny.

## Filmografie
- 2010: Vláda (seriál)
- 2010: Pravda o mužích
- 2012: Balladen om Marie Krøyer
- 2014: Ten koho miluješ (En du elsker)
- 2014: Automata
- 2015: Hra o trůny (seriál)
- 2015: Léto 92 (Sommeren '92)
- 2015: Ladíme 2 (Pitch Perfect 2)
- 2016: Vinyl (seriál)
- 2017: Boj sněžného pluhu s mafií (Kraftidioten)
- 2017: 3 věci (3 ting)
- 2018: Greyzone (seriál)
- 2023: Darkland: Návrat
- 2024: Dark Horse (seriál)